# Республика Конго на летних Олимпийских играх 1988
Народная Республика Конго принимала участие в Летних Олимпийских играх 1988 года в Сеуле (Республика Корея) в пятый раз за свою историю, но не завоевала ни одной медали.

## Результаты соревнований

### Лёгкая атлетика
Спортсменов — 7
Мужчины
Беговые дисциплины
| Дисциплина            | Спортсмен                                                    | Предварительный раунд | Предварительный раунд | Предварительный раунд | Четвертьфиналы       | Четвертьфиналы       | Четвертьфиналы       | Полуфиналы            | Полуфиналы            | Полуфиналы            | Финал                 | Финал                 |
| Дисциплина            | Спортсмен                                                    | Забег                 | Время                 | Место                 | Забег                | Время                | Место                | Забег                 | Время                 | Место                 | Время                 | Место                 |
| --------------------- | ------------------------------------------------------------ | --------------------- | --------------------- | --------------------- | -------------------- | -------------------- | -------------------- | --------------------- | --------------------- | --------------------- | --------------------- | --------------------- |
| бег на 100 метров     | Анри Ндинга                                                  | 2                     | 10,74                 | 5                     | Завершил выступление | Завершил выступление | Завершил выступление | Завершил выступление  | Завершил выступление  | Завершил выступление  | Завершил выступление  | Завершил выступление  |
| бег на 200 метров     | Анри Ндинга                                                  | 1                     | 21,66                 | 5                     | Завершил выступление | Завершил выступление | Завершил выступление | Завершил выступление  | Завершил выступление  | Завершил выступление  | Завершил выступление  | Завершил выступление  |
| бег на 400 метров     | Жан-Дидьяс Бему                                              | 5                     | 48,46                 | 4                     | Завершил выступление | Завершил выступление | Завершил выступление | Завершил выступление  | Завершил выступление  | Завершил выступление  | Завершил выступление  | Завершил выступление  |
| эстафета 4×100 метров | Арман Биньякуну Ижьен-Никесе Ломбоко Анри Ндинга Пьер Ндинга | 2                     | 41,26                 | 6                     | Не проводится        | Не проводится        | Не проводится        | Завершили выступление | Завершили выступление | Завершили выступление | Завершили выступление | Завершили выступление |

Женщины
| Дисциплина        | Спортсменка                        | Предварительный раунд | Предварительный раунд | Предварительный раунд | Четвертьфиналы        | Четвертьфиналы        | Четвертьфиналы        | Полуфиналы            | Полуфиналы            | Полуфиналы            | Финал                 | Финал                 |
| Дисциплина        | Спортсменка                        | Забег                 | Время                 | Место                 | Забег                 | Время                 | Место                 | Забег                 | Время                 | Место                 | Время                 | Место                 |
| ----------------- | ---------------------------------- | --------------------- | --------------------- | --------------------- | --------------------- | --------------------- | --------------------- | --------------------- | --------------------- | --------------------- | --------------------- | --------------------- |
| бег на 100 метров | Юдит-Патрисия Дьянколела-Миссенгуэ | 5                     | 12,14                 | 8                     | Завершила выступление | Завершила выступление | Завершила выступление | Завершила выступление | Завершила выступление | Завершила выступление | Завершила выступление | Завершила выступление |
| бег на 200 метров | Юдит-Патрисия Дьянколела-Миссенгуэ | 4                     | 25,20                 | 7                     | Завершила выступление | Завершила выступление | Завершила выступление | Завершила выступление | Завершила выступление | Завершила выступление | Завершила выступление | Завершила выступление |
| бег на 400 метров | Ласнет Нкука                       | 5                     | 57,19                 | 7                     | Завершила выступление | Завершила выступление | Завершила выступление | Завершила выступление | Завершила выступление | Завершила выступление | Завершила выступление | Завершила выступление |